# Juan Paladino
Juan Amalio Paladino Jaunsolo (ur. 17 lutego 1925 w Montevideo) – urugwajski szermierz.
Uczestniczył w Letnich Igrzyskach Olimpijskich, w 1948 oraz 1960 roku. W dorobku ma srebrny medal zdobyty w konkurencji drużynowej szablistów (wraz z Ricardo Riminim, Teodoro Goliardim oraz José Lardizábalem) podczas Igrzysk Panamerykańskich w 1955 roku.